# 刘硕
刘硕（?—?），又作刘顾、劉石，汉桓帝的弟弟，蠡吾侯刘翼的儿子，汉章帝的曾孙，河间孝王刘开的孙子。
汉顺帝永和五年（140年）刘翼去世，刘硕的弟弟刘志嗣位蠡吾侯，刘硕封都乡侯。本初元年（146年）刘志即位为汉桓帝，建和二年（148年）四月三日，汉桓帝封都乡侯刘硕为平原王，留在博陵，奉祀父亲刘翼。尊刘翼夫人马氏为孝崇博园贵人，以涿郡的良乡县、故安县，河间郡蠡吾县三县为汤沐邑。刘硕嗜酒，多过失，桓帝令马贵人领王家事。
元嘉二年（152年）劉碩之母孝崇皇后匽明去世，劉碩擔任主喪主持喪禮儀事。
汉献帝建安十一年（206年），权臣曹操为了削弱汉朝宗室的力量，将齐王（刘伯升后裔）、北海王（刘仲后裔，过继刘伯升之子刘兴）、阜陵王（刘延后裔）、下邳王（刘衍后裔）、常山王（刘昞后裔）、甘陵王（刘庆后裔，过继刘开之孙刘理）、济北王（刘寿后裔）、平原王八王废除。

## 延伸阅读
[在维基数据编辑]
 《後漢書/卷55》，出自范晔《後漢書》